# Protezione antigraffiti
Una protezione antigraffiti è, in genere, una pellicola che protegge le superfici da vernici, spesso indelebili.
La protezione può essere anch'essa una vernice, o una pellicola trasparente, applicata sui muri degli edifici, su recinzioni o su altre superfici, secondo le caratteristiche della superficie da proteggere .
Le protezioni antigraffiti possono essere permanenti, semipermanenti, o removibili (vengono sostituite ogni qual volta un graffito sia eseguito sulla loro superficie, proteggendo quella originale sottostante).
I nuovi tipi di protezioni prevendono una composizione fatta di polimeri fisicamente carichi, che formano delle patine gelatinose.
Alcune protezioni possono essere invisibili a occhio nudo.

## Vernici di protezione
Le vernici di protezione più diffuse sono quella acrilica a base d'acqua, e quella a base d'olio. La scelta dipende dalla superficie da trattare e dal risultato estetico desiderato. Entrambe le vernici hanno la stessa struttura chimica:
- pigmento: è la parte visibile a occhio nudo. Il pigmento definisce l'opacità e il colore della vernice. I pigmenti in genere contengono una base bianca, composta da diossido di titanio (TiO2) o da ossido di zinco (ZnO). I coloranti aggiuntivi danno la tonalità finale alla vernice;
- legante: è una colla, in genere un polimero, che una volta asciutto rende la pigmentazione/colorazione omogenea e aderente alle superfici;
- solvente: è la base principale della vernice, quella che la rende trattabile in fase di posa. L'asciugatura della vernice avviene tramite l'evaporazione del solvente e l'aderenza del pigmento alla superficie. Il solvente è a base d'acqua per le vernici ad acqua e a base d'olio per le vernici ad olio.

Non si crea, ad ogni modo, un legame chimico tra la vernice e la superficie da proteggere, ma una semplice adesione.